# Mulberry (azienda)
Mulberry è una azienda di abbigliamento britannica conosciuta per gli articoli di pelletteria di alta fascia.

## Storia
L'azienda è stata fondata nel 1971 da Roger Saul e sua madre Joan, che nel 1973 aprirono una fabbrica a Chilcompton, Somerset, Inghilterra. Mulberry divenne rapidamente famosa per i suoi articoli di piccola pelletteria, a cui presto furono affiancati vari altri articoli: dall'abbigliamento femminile alle calzature. Il gruppo Mulberry Group è quotato presso il London Stock Exchange come MUL, e gli azionisti con 500 o più quote dell'azienda hanno diritto ad un 20% di sconto nei negozi Mulberry.
Nel 2000, Saul reclutò Scott Henshall come nuovo direttore creativo. A quel tempo, la società era in rosso e Scott riuscì a trasformare l'azienda: produsse gioielli divenendo responsabile delle loro collezioni di moda e accessori, del loro rebranding e della pubblicità. In tale ottica Scott scelse Anna Friel come volto di Mulberry, posizionando il marchio sulle principali celebrità, tra cui Victoria Beckham, Kate Winslet, Cameron Diaz e Zara Tindall. Henshall ha poi lasciato l'azienda nel 2001.
Nel 2007 la designer Emma Hill è entrata a far parte di Mulberry dove ha creato tra l'altro articoli come la borsa Alexa Chung. Dopo la sua nomina i profitti dell'azienda sono aumentati, tuttavia al contempo il marchio si è trovata a lottare durante la crisi del credito. Nel giugno 2013 Hill lasciò l'azienda a causa di differenze creative. Sempre nel 2013, Ian Scott, direttore di una fornitura di gruppo presso Mulberry Chilcompton Somerset, è stato intervistato da Luke Leitch di The Telegraph. Affermò che molte borse (comprese tutte quelle da uomo) erano prodotte in tre fabbriche turche utilizzate anche da marchi tra i quali spiccavano Dunhill  e Givenchy. La "piccola pelletteria" (come portamonete, portafogli e portacellulari) era prodotta in Cina, così come la valigeria Mulberry scotch grain.

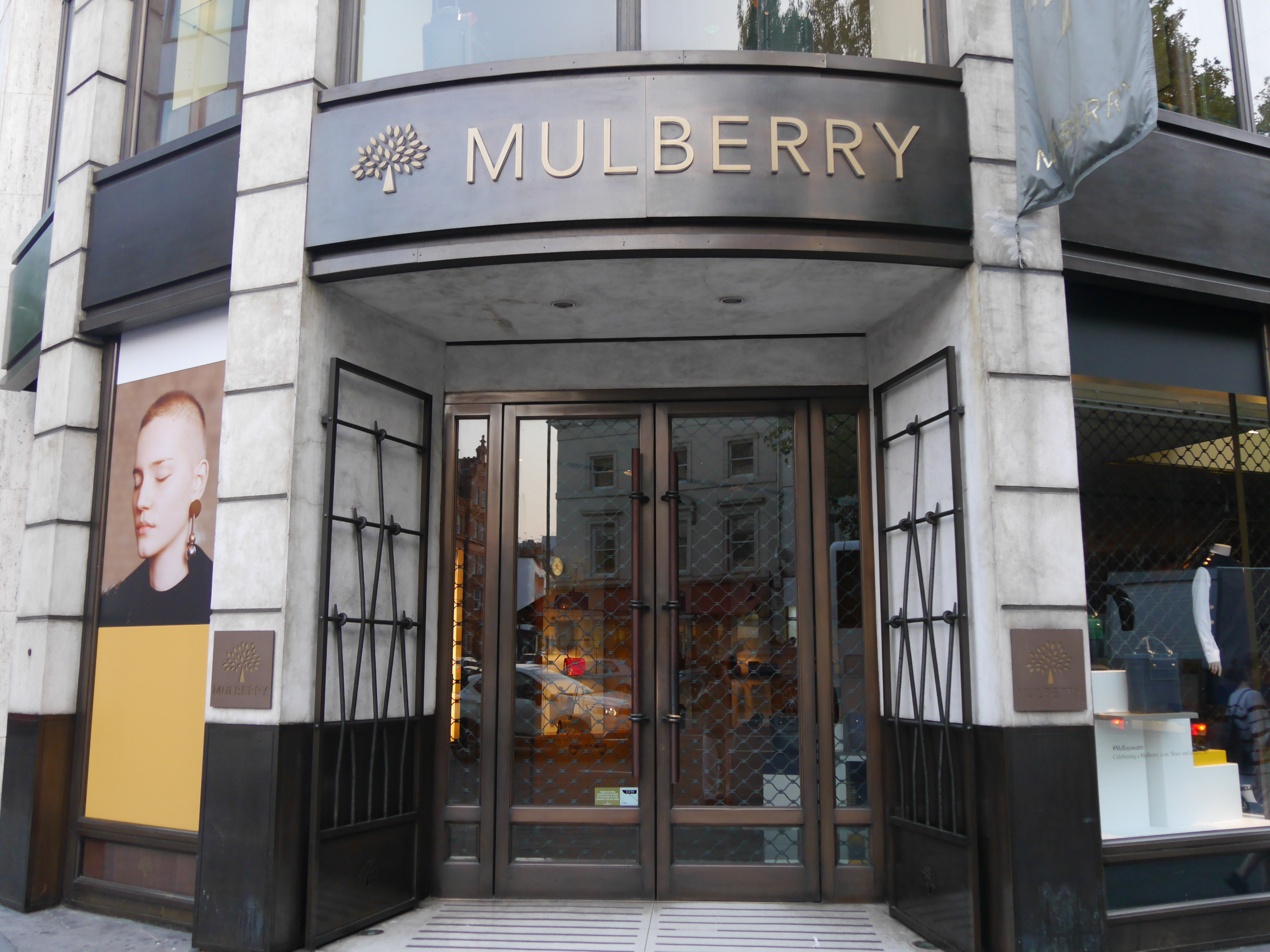
Negozio Mulberry a Brompton Road, Londra, 2016

Nel corso del 2014 vennero inaugurati quattro nuovi negozi a gestione diretta negli Stati Uniti e in Germania, una nuova concessionaria in Francia e il negozio dell'aeroporto di Stansted fu temporaneamente chiuso a causa della riqualificazione del terminal. Per l'anno fiscale terminato il 31 marzo 2015 i ricavi totali furono di 148,7 milioni di sterline (229,5 milioni di dollari), in calo del 9% rispetto ai 163,5 milioni di sterline (252,5 milioni di dollari.
Nel marzo 2017, Mulberry lanciò la sua attività Mulberry Asia con Challice, un partner in joint venture. Nel luglio 2017, Mulberry siglò un accordo con Onward Global Fashion in Giappone per formare una joint venture denominata Mulberry Japan, con sede a Tokyo.
Mulberry ha oltre una settantina di negozi in tutto il Regno Unito e in tutto il mondo, fra Europa, America, Australia e Asia, tuttavia la produzione dei nuovi pezzi di pelletteria e design, avviene presso la sua fabbrica originale di Somerset, chiamata The Rookery. Nell'anno fiscale 2018 l'azienda chiuse in rosso di 5,6 milioni di euro contro un profitto di 6,9 milioni dell'anno precedente; il fatturato è calato del 2% a 186,6 milioni di euro (ben del 6% le vendite diminuite nel Regno Unito).
Nel febbraio 2020, il gruppo Frasers di Mike Ashley acquisì una partecipazione del 12,5% in Mulberry, per un valore, dichiarato da un giornalista di affari del Times, di circa 19 milioni di sterline. Nel novembre 2020 il gruppo Frasers, proprietario della catena di moda Flannels e dei grandi magazzini House of Fraser, aumentò la propria quota fino al 37%.